# Altınözü (district)
Altınözü (Arabisch: القصير, al-Quṣayr) is een stad en een Turks district in de provincie Hatay en heeft een oppervlakte van 471,8 km².

## Bevolking
Het district Altınözü heeft 60.745 inwoners in 2019, van wie er 9.375 in de stad Altınözü wonen. Het district is landelijk en heeft een lage urbanisatiegraad van slechts 15%. Een groot deel van de bevolking bestaat uit alawietische en soennitische Arabieren. Er is ook een kleine (Arabisch-)christelijke gemeenschap, vooral woonachtig in de hoofdplaats en het volledig christelijke dorp Tokaçlı.
De bevolkingsontwikkeling van het district is weergegeven in onderstaande tabel.
| 1997   | 2000   | 2007   | 2013   | 2019   |
| ------ | ------ | ------ | ------ | ------ |
| 57.609 | 59.167 | 61.323 | 61.882 | 60.745 |

Er is ook een vluchtelingenkamp, het Altinozu-kamp, waar meer dan duizend Syrische soennieten zijn gehuisvest die de Syrische burgeroorlog zijn ontvlucht.

## Kernen
Het district bestond (tot) eind 2012 uit de districtsstad en de vier gemeenten (belediyeler: Altınkaya, Hacıpaşa, Karbeyaz en Yiğityolu) en 40 dorpen (köyler). Door de administratieve hervormingen in 2014 verkregen alle kernen de status van mahalle (stadsdistricten).
Eind 2019 woonden er gemiddeld 1.262 mensen per mahalle. De grootste plaats is Tepehan (4.109 inw.), op de voet gevolgd door Keskincik (3.882 inw.). Altınkaya (2.977), Mayadalı (2.612), Toprakhisar (2.332), Yarseli (2.228), Çetenli	(2.222) en Hacıpaşa (2.209) zijn de overige kernen met een relatief grote bevolking.